# Henri Barbusse
Henri Barbusse (Asnières-sur-Seine, 17 de mayo de 1873-Moscú, 30 de agosto de 1935) fue un escritor, periodista y militante comunista francés.

## Biografía
Hijo de padre francés y madre inglesa, paso su infancia en un pueblo rural de Francia y, desde la adolescencia, en París.  En 1914, a los 41 años de edad, se enroló en el ejército para defender a su patria durante la I Guerra Mundial. En 1915 fue alejado del frente por daños a los pulmones.
Realizó sus primeros estudios en el College Rollin, donde obtuvo su vocación por las letras, incursionando en la poesía y posteriormente en el periodismo. En 1910 se le nombró director de la revista Je sais tout, en cuyas páginas volcó su pensamiento y cultura.
En 1918 Barbusse se trasladó a Moscú. En Rusia contrajo matrimonio con una mujer rusa e ingresó en el Partido Bolchevique.
Barbusse falleció en Moscú, el 30 de agosto de 1935 a raíz de una neumonía. Sus restos se encuentran en el cementerio Père-Lachaise de París.

## Trayectoria
Barbusse cobró cierta notoriedad hacia el año 1908 con una novela naturalista: L'Enfer (El infierno). Sin embargo, alcanzó la fama con la novela Le feu (El fuego), en 1916, basada en su experiencia en la Primera Guerra Mundial, que mostraba su odio creciente hacia el militarismo. El libro obtuvo el Premio Goncourt de ese mismo año.
Sus siguientes trabajos, Manifeste aux Intellectuels, Elevations y otros, muestran un punto de vista más revolucionario. Entre estos Le Couteau entre les dents, de 1921, marcó la cercanía de Barbusse al movimiento bolchevique y a la Revolución rusa. Se unió en 1923 al Partido Comunista francés y se radicó en la Unión Soviética.
En 1927 participó en el Congreso de Amigos de la Unión Soviética en Moscú. También dirigió el Congreso Mundial Contra la Guerra Imperialista, en Ámsterdam, en 1932, y el Comité Mundial Contra la Guerra y el Fascismo, fundado en 1933. En los 1920s y 1930s fue editor de Monde, Progrès Civique y de Clarté.
Barbusse fue un estalinista convencido y autor en 1935 de una biografía de José Stalin, titulada Staline. Un monde nouveau vu à travers un homme (Stalin. Un nuevo mundo visto a través de un hombre). El libro fue un equivalente occidental del culto a la personalidad soviética, y Barbusse inicia una fuerte campaña de prensa contra su examigo Panait Istrati, un escritor rumano que había expresado críticas hacia el Estado soviético.
Barbusse fue un esperantista y presidente honorario del primer congreso de la Sennacieca Asocio Tutmonda. En 1921, escribió un artículo en esperanto, Esperantista Laboristo (Trabajador esperantista).